# サンナ・ニールセン
サンナ・ニールセン（Sanna Nielsen、本名：Sanna Viktoria Nielsen（サンナ・ヴィクトーリア・ニールセン）。1984年11月27日 - ）は、スコーネ県のブロメッラ (Bromölla) 出身のスウェーデンの歌手。

## 人物
1992年頃から地域のタレントショーに出場し、1994年に愛を感じてをカバーし優勝する。95年からMats Elmesというダンスバンドと巡行した後、96年5月11日付けのスウェーデンのヒットチャートスヴェンスクトッペン にデビュー曲"Till en fågel"が初登場で2位にランクインし、翌週には第1位となった。1996年9月にファーストアルバム"Silvertoner" が発売され、将来のカローラかシセルと評された。その後、1997年にクリスマスアルバム "Min önske jul" をリリース。高校時代はマルメにある高校で音楽を専門とした芸術課程を専攻。

## メロディーフェスティバーレン
ユーロビジョン・ソング・コンテストのスウェーデン決勝、メロディーフェスティバーレンには2001年以降7回出場している。初出場の2001年は"I går, i dag"を歌い3位になった。その後、2003年に"Hela världen för mig"で5位、2005年にはシンガーソングライターのフレデリック・シェンペとのデュエット曲"Du och jag mot världen"で8位、2007年には再び"Vågar du, vågar jag|Vågar du, vågar jag"で出場し、7位という成績を残した。2008年"Empty Room"という曲でメロディーフェスティバーレンに出場。決勝の視聴者投票では18.7%の得票率を得て、最高点を獲得したが、審査員投票で1位だったシャロッテ・ペレッリに18点差で敗れ、準優勝。ヨーロッパ決勝の切符を逃した。3年ぶりの出場となった2011年は"I'm in Love"で出場するも、4位に終わった。7度目の出場となった2014年"Undo"という曲を携えた。3月8日にストックホルムのフレンズ・アレーナで行われた決勝では、国際審査員投票では2位だったが、視聴者投票で25.8%を得票し逆転優勝を果たした。5月にコペンハーゲンで行われるユーロビジョン・ソング・コンテスト2014でスウェーデン代表として参戦する。

## シングル
- Till en fågel(1996)
- I går, i dag(2001)
- Hela världen för mig(2003)
- Du och jag mot världen (2005)
- Vågar du, vågar jag (2007)
- Empty Room (2008)
- Nobody Without You (2008)
- All I Want for Christmas is You (2008)
- My Grown Up Christmas List(2008)
- I Can Catch the Moon (200)
- Devotion (2010)
- Part of Me (2010)
- I'm in Love (2011)
- Can't Stop Love Tonight (2011)
- Viskar ömt mitt namn (2012)
- Undo (2014)